# Präsidentschaftswahl in Indien 1957

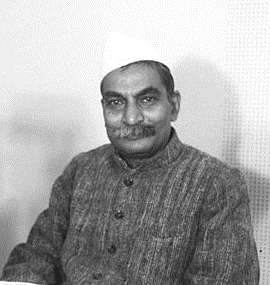
Rajendra Prasad (1947)

Die Präsidentschaftswahl in Indien 1957 war die zweite Wahl des Staatspräsidenten in Indien und fand am 6. Mai 1957 statt. Mit großer Mehrheit wurde der bisherige Amtsinhaber und Kandidat der Kongresspartei Rajendra Prasad wiedergewählt.

## Vorgeschichte und Wahlmodus
| Bundesstaat       | Stimmgewicht |
| ----------------- | ------------ |
| Andhra Pradesh    | 104          |
| Assam             | 84           |
| Bihar             | 122          |
| Bombay            | 122          |
| Kerala            | 108          |
| Madhya Pradesh    | 91           |
| Madras            | 146          |
| Mysore            | 93           |
| Orissa            | 105          |
| Punjab            | 105          |
| Rajasthan         | 91           |
| Uttar Pradesh     | 147          |
| Westbengalen      | 104          |
| Jammu und Kashmir | 59           |

Die Amtszeit des amtierenden Präsidenten endete am 12. Mai 1957. Verfassungsgemäß wurde deswegen die Wahl vor Ablauf der Amtszeit für den 6. Mai 1957 angesetzt. Drei Bewerber wurden zur Kandidatur zugelassen (zwei weitere wurden durch die Wahlbehörde disqualifiziert): der Amtsinhaber Rajendra Prasad, Nagendra Das aus Gauhati (Assam) und der Rechtsanwalt Hari Ram aus Rohtak (Punjab).
Die Wahl wurde daraufhin von der Kommunistischen Partei und der Praja Socialist Party boykottiert, mit dem Argument, dass ihre Wunschkandidaten nicht zur Wahl zugelassen worden seien. Rajendra Prasad wurde durch die Kongresspartei unterstützt.
Das Electoral College setzte sich formal aus 3.897 Parlamentariern zusammen, die insgesamt 714.423 Stimmen hatten. Jedes Mitglied von Lok Sabha bzw. Rajya Sabha hatte jeweils 496 Stimmen. Durch den States Reorganisation Act von 1956 waren die Bundesstaaten territorial neu organisiert worden, so dass sich erhebliche Änderungen in den Stimmgewichten ergaben. Das Stimmgewicht der Abgeordneten aus den Bundesstaaten variierte zwischen 59 (Jammu und Kashmir) und 147 (Uttar Pradesh). Die Abgeordneten gaben ihre Stimmen entweder direkt in Delhi, oder in den jeweiligen Bundesstaaten ab. Für einzelne Abgeordnete wurden Sonderregelungen getroffen, so dass sie ihre Stimme woanders abgeben konnten. Die versiegelten Wahlurnen wurden nach Delhi gesandt, wo sie am 10. Mai 1957 geöffnet und die Stimmen ausgezählt wurden.

## Wahlergebnis
Die Wahl ergab folgendes Ergebnis:
| Kandidat        | Abgegebene gewichtete Stimmen | In Prozent |
| --------------- | ----------------------------- | ---------- |
| Rajendra Prasad | 459.698                       | 99,2       |
| Nagendra Das    | 2.000                         | 0,4        |
| Hari Ram        | 1.498                         | 0,3        |
| Gesamt          | 463.196                       | 100        |

Die Wahlbeteiligung betrug 65 % und war damit deutlich niedriger als bei der vorangegangenen Wahl. Am 10. Mai 1957 wurde Rajendra Prasad zum gewählten Präsidenten erklärt.